# Grab It for a Second
Grab It for a Second je třinácté studiové album nizozemské hardrockové skupiny Golden Earring, vydané v roce 1978 u Polydor Records. Album produkoval Jimmy Iovine. Nahráno bylo ve studiích DMC v Baarnu a Record Plant v New Yorku. V nizozemské hitparádě se umístilo na třinácté příčce.

## Seznam skladeb
Všechny skladby napsal(i) Barry Hay a George Kooymans. 
| Pořadí         | Název                | Délka |
| -------------- | -------------------- | ----- |
| 1.             | Roxanne              | 3:39  |
| 2.             | Leather              | 5:01  |
| 3.             | Tempting             | 3:43  |
| 4.             | U-Turn Time          | 3:25  |
| 5.             | Movin' Down Life     | 3:31  |
| 6.             | Against the Grain    | 4:35  |
| 7.             | Grab It for a Second | 4:10  |
| 8.             | Cell-29              | 6:39  |
| Celková délka: | Celková délka:       | 34:43 |

## Sestava

### Golden Earring
- Eelco Gelling – kytara, slide kytara
- Rinus Gerritsen – baskytara, klávesy
- Barry Hay – flétna, zpěv
- George Kooymans – syntezátor, kytara, zpěv
- Robert Jan Stips – klávesy
- Cesar Zuiderwijk – bicí

### Hosté
- Tony Britnel – saxofon
- Lani Groves – doprovodný zpěv
- Jimmy Maelen – perkuse
- Kevin Nance – klávesy
- John Zangrando – saxofon